# Katty Salié

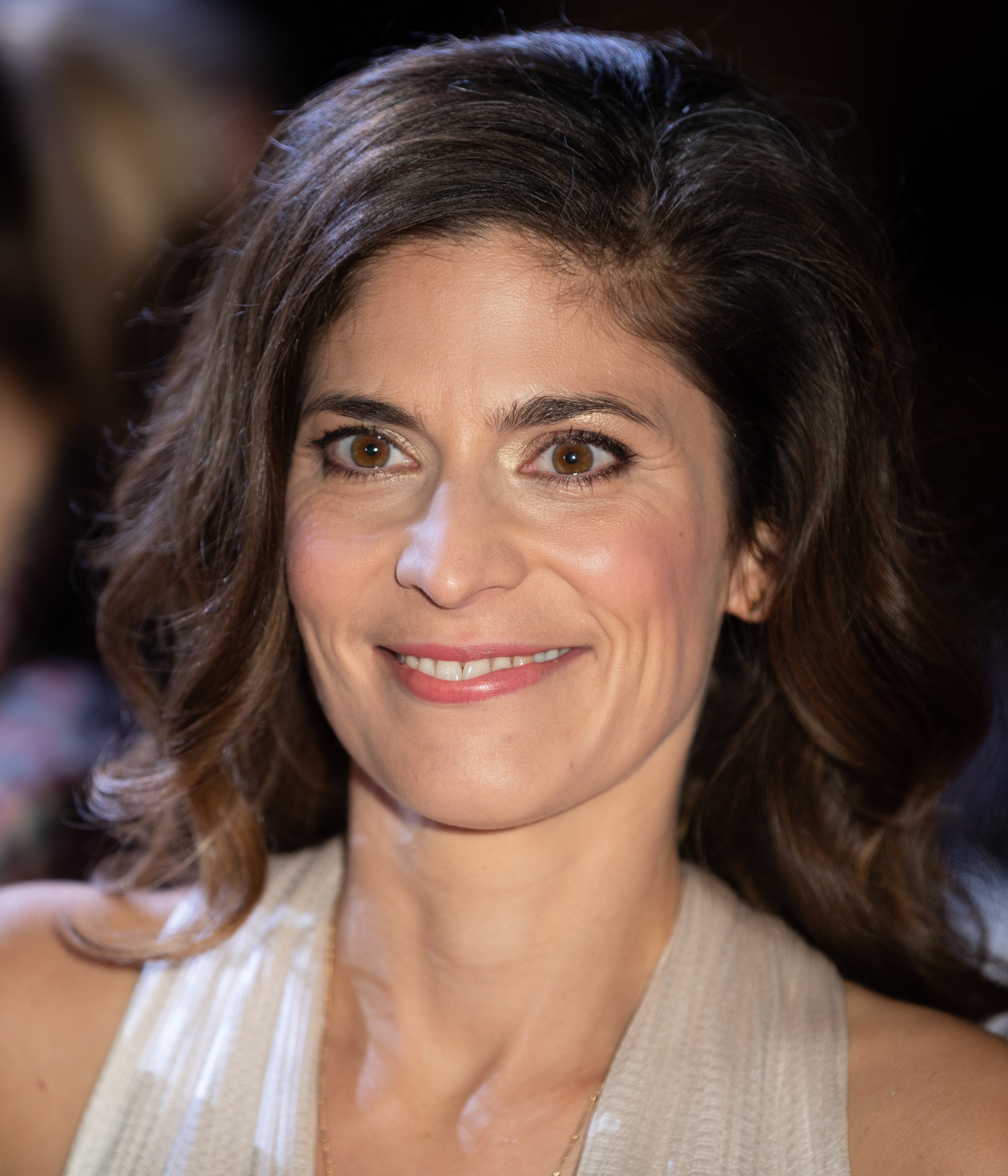
Katty Salié (2019)

Katrin „Katty“ Salié (* 17. Mai 1975 in Salzgitter) ist eine deutsche Journalistin und Fernsehmoderatorin.

## Leben und Karriere
Salié studierte französische Literaturwissenschaft, Geschichte und Medienwissenschaft in Paderborn und Brüssel, außerdem absolvierte sie die RTL Journalistenschule für TV und Multimedia. Sie moderierte zunächst für das RBB-Jugendradio Fritz sowie für den WDR-Radiosender 1 Live an der Seite von Radio-Moderator Klaus Fiehe.
Von 2003 bis 2004 moderierte Salié für RTL West die Sendung Guten Abend RTL. Von April 2005 bis Ende 2011 präsentierte sie regelmäßig das Kulturmagazin west.art im WDR. Von Anfang 2007 bis Ende 2015 führte sie durch das Reisemagazin Hin & Weg auf Deutsche Welle TV. Außerdem moderierte sie zwischen 2007 und 2009 die Weltbilder im NDR Fernsehen. Darüber hinaus lieferte sie in unregelmäßigen Abständen weitere Moderationen und Reportagen für den RBB und den WDR und reiste für das WDR-Reisemagazin Wunderschön! durch Europa.
Seit dem 13. Januar 2012 moderiert Salié im ZDF das Kultur-Magazin aspekte. Dies zunächst alleine, von Februar 2014 bis September 2016 als wechselndes Duo mit Tobias Schlegl oder Jo Schück und seither wöchentlich mit Jo Schück.
Salié lebt mit ihrem Mann und ihrer Tochter in Köln.

## Schriften
- Das andere Gesicht. Depressionen im Rampenlicht. Kiepenheuer & Witsch, Köln 2023, ISBN 978-3-462-00504-2.